# Trichoptilium
Trichoptilium é um género botânico pertencente à família Asteraceae.
1. ↑  «Trichoptilium — World Flora Online». www.worldfloraonline.org. Consultado em 19 de agosto de 2020